# Strange Days (album)
| Recensione     | Giudizio         |
| -------------- | ---------------- |
| AllMusic       | [ 7 ]            |
| OndaRock       | (Pietra Miliare) |
| Rolling Stone  | Favorevole       |
| Slant Magazine | [ 9 ]            |

Strange Days è il secondo album discografico dei Doors, pubblicato nel 1967. La rivista Rolling Stone l'ha inserito al 407º posto della sua lista dei 500 migliori album.

## Descrizione
Venne registrato negli studi Sunset Sound Recorders e prodotto, come il disco precedente, da Paul A. Rothchild. 
In questo album la band adottò per la prima volta strumenti come il sintetizzatore Moog (ascoltabile nella title track, tra i primi brani rock in assoluto a farne uso), e si cimentò nelle consuete composizioni blues-rock, come Love Me Two Times, dove Manzarek suona un assolo di clavicembalo. Sono presenti esperimenti di musica concreta (Horse Latitudes) e pezzi di matrice proto-punk (My Eyes Have Seen You). L'album si caratterizza a livello sonoro per una psichedelia sognante, quasi stralunata.
L'album si piazzò alla posizione numero 3 nelle classifiche di allora, diventando disco d'oro e successivamente di platino. Nonostante ciò, Rothchild dichiarò che l'album in realtà fu un mezzo flop: lo considerava il miglior lavoro della band che lui avesse prodotto, ma non aveva un vero e proprio singolo di successo, in grado di trascinare il 33 giri al vertice delle classifiche (come era stato per Light My Fire dall'album precedente). A detta del produttore, quindi, Strange Days, pur rimanendo nelle zone alte, non era riuscito a bissare il successo del primo lavoro. Tuttavia riscontrò un successo di vendite più alto.

## Copertina
La copertina dell'album è opera del fotografo Joel Brodsky: non vi compaiono immagini del gruppo, salvo un poster di tipo promozionale affisso ai muri, recante il logo con nome della band e titolo del disco (la foto dei Doors lì utilizzata è la stessa già apparsa sul retro copertina del loro album di debutto). Fu lo stesso Jim Morrison a opporre un netto rifiuto a fare apparire la band in modo esplicito. 
Proprio a causa dell'assenza di titoli veri e propri stampati, oltre che per la poca visibilità dei poster nella foto, la maggior parte dei negozi di dischi, all'epoca, applicò sulla copertina alcuni adesivi per aiutare i clienti a identificarla più chiaramente.
La fotografia fu realizzata a Sniffen Court, un vicolo storico della Trentaseiesima Strada a Manhattan, tra Lexington Avenue e la Terza Avenue. L'immagine, un unico scatto suddiviso tra le due facciate con diverso effetto prospettico, ritrae un gruppo di artisti da strada. Essendo piuttosto scarsa la disponibilità di artisti reali per comparire la foto era scarsa, l'assistente di Brodsky si prestò direttamente per interpretare il giocoliere, mentre un tassista reclutato casualmente venne pagato 5 dollari per posare come suonatore di tromba; vennero coinvolti anche due nani gemelli (presenti rispettivamente sul fronte e sul retro). La donna in abito lungo che compare sul retro è Zazel Wild, un'amica di Brodsky, che oggi dirige una rivista a New York.

## Tracce
Lato A
Testi e musiche di Jim Morrison, Robby Krieger, Ray Manzarek, John Densmore.
1. Strange Days – 3:05
2. You're Lost Little Girl – 3:01
3. Love Me Two Times – 3:23
4. Unhappy Girl – 2:00
5. Horse Latitudes – 1:30
6. Moonlight Drive – 3:00

Lato B
Testi e musiche di Jim Morrison, Robby Krieger, Ray Manzarek e John Densmore.
1. People Are Strange – 2:10
2. My Eyes Have Seen You – 2:22
3. I Can't See Your Face in My Mind – 3:18
4. When the Music's Over – 11:00

Edizione CD del 2007 (40º anniversario, riedizione rimasterizzata con bonus), pubblicato dalla Elektra Records (R2 101183)
Testi e musiche di Jim Morrison, Robby Krieger, Ray Manzarek e John Densmore.
1. Strange Days – 3:05
2. You're Lost Little Girl – 3:01
3. Love Me Two Times – 3:23
4. Unhappy Girl – 2:00
5. Horse Latitudes – 1:30
6. Moonlight Drive – 3:00
7. People Are Strange – 2:10
8. My Eyes Have Seen You – 2:22
9. I Can't See Your Face in My Mind – 3:18
10. When the Music's Over – 11:00
11. People Are Strange – 1:57 – Bonus Track - Falsa partenza e dialogo in studio
12. Love Me Two Times – 3:19 – Bonus Track - Take 3

## Formazione
- Jim Morrison - voce, sintetizzatore Moog
- Robby Krieger - chitarra
- Ray Manzarek - tastiera, marimba, tastiera basso Fender Rhodes (When the Music's Over e Unhappy Girl).
- John Densmore - batteria
- Douglas Lubahn - basso (Tracce 1, 2, 3, 6, 7, 8, 9)

## Classifica
- Billboard Music Charts (Nord America)

### Album
| Anno | Chart      | Posizione |
| ---- | ---------- | --------- |
| 1967 | Pop Albums | 3         |

### Singoli
| Anno | Singolo                             | Chart       | Posizione |
| ---- | ----------------------------------- | ----------- | --------- |
| 1967 | People Are Strange / Unhappy Girl   | Pop Singles | 12        |
| 1967 | Love Me Two Times / Moonlight Drive | Pop Singles | 25        |